# Resolució 919 del Consell de Seguretat de les Nacions Unides
La Resolució 919 del Consell de Seguretat de les Nacions Unides fou adoptada per unanimitat el 25 de maig de 1994. Després de recordar totes les resolucions del Consell de Seguretat sobre Sud-àfrica, en particular les resolucions 282 (1970), 418 1977), 421 (1977), 558 (1984) i 591 (1986), el Consell va donar la benvinguda a les les eleccions generals recents i al nou Govern del Sud d'Àfrica i va decidir, de conformitat amb el Capítol VII de la Carta de les Nacions Unides, rescindir l'embargament d'armes i totes les altres restriccions contra Sud-àfrica.
Es van acabar també les mesures imposades en altres resolucions. També es va dissoldre el Comitè del Consell de Seguretat establert en la Resolució 421.
Thabo Mbeki, vicepresident de Sud-àfrica, va acollir amb satisfacció l'aixecament de les restriccions, afirmant que eren "l'acceptació del cos mundial que nosaltres (Sud-àfrica) ens hem convertit en un país democràtic".